# Asveja
Asveja (bělorusky Асьвея, rusky Осве́я – Osveja, polsky Oświeja, lotyšsky Asveja, litevsky Asveja) je sídlo městského typu ve Vitebské oblasti v Bělorusku.  K roku 2018 v něm žilo přibližně dvanáct set obyvatel.

## Poloha
Asveja leží na jižním břehu Asvejského jezera v nejsevernější části Běloruska jen zhruba deset kilometrů na jihovýchod od bělorusko-lotyšské státní hranice a deset kilometrů na jihozápad od bělorusko-ruské státní hranice. Leží přibližně čtyřicet kilometrů severně od Verchňadzvinsku, správního střediska rajónu.Ve Verchňadzvinsku je také nejbližší železniční stanice, jež je na trati z Polacku do Daugavpilsu.

## Dějiny
První zmínka je z roku 1503, městská práva byla Asveji propůjčena od roku 1695.

### Rodáci
- Ivan Osipovič Jarkovskij (1844–1902), polský stavební inženýr, objevitel Jarkovského efektu